# Woodstock, Virginia
Woodstock är administrativ huvudort i Shenandoah County i Virginia. Woodstock har varit huvudort sedan countyts grundande 1772 och den nuvarande domstolsbyggnaden byggdes 1974–1975. Vid 2010 års folkräkning hade Woodstock 5 097 invånare.